# Podsreće
Podsreće is een plaats in de gemeente Brestovac in de Kroatische provincie Požega-Slavonië. De plaats telt 21 inwoners (2001).